# Libnotes scutellata
Libnotes scutellata är en tvåvingeart som beskrevs av Edwards 1916. Libnotes scutellata ingår i släktet Libnotes och familjen småharkrankar. Inga underarter finns listade i Catalogue of Life.